# Чорнощоков Анатолій Євгенович
Анатолій Євгенович Чорнощоков (14 січня 1949, Полтава  — 22 серпня 2021)  — український художник. Член НСХУ (1993), Заслужений художник України (1999), Народний художник України (2004).

## Біографічні відомості
Народився 14.01.1949 р. в м. Полтава. Закінчив архітектурний факультет Полтавського інженерно-будівельного інституту (1972). Педагог з фаху — В. Батурін . З 1975 року працював в Управлінні головного архітектора м. Полтава. З 1994 по 2007 роки А.Є. Чорнощоков – головний художник м. Полтави, заступник головного архітектора.
З 2007 року А.Є. Чорнощоков – заступник директора з питань містобудування та архітектури ДП ДПІ містобудування «Міськбудпроект». 2010-2011 роки – виконувач обов’язки директора . Працюючи на адміністративних посадах брав участь у розробці містобудівних та архітектурних проектів громадського та культового призначення. Серед них - пам'ятник галушці ? пам'ятник Анатолію Кукобі, лелек над містом біля відділу РАЦС  тощо.
З березня 2013 року очолив кафедру образотворчого мистецтва Полтавського національного педагогічного університету імені В.Г. Короленка .

## Наукові інтереси
А.Є. Чорнощоков був провідним науковим співробітником ДП ДПІ містобудування «Міськбудпроект». Наукова діяльність А.Є. Чорнощокова пов'язана із обґрунтуванням концепції та керівництвом реконструкцією Спасо-Пребраженської церкви (Великі Сорочинці), Історико-опорного плану м. Лубен, церкви Різдва Богородиці (Василівка), Храму Святого Архистратига Божого Михаїла (Петрівка). Художник здійснював дослідження актуальних мистецьких проблем та художніх традицій Полтави XVIII-XX століття, зокрема – наукове керівництво творчим колективом з реконструкції пам’ятки національного значення Полтавського кадетського корпусу.

## Нагороди та відзнаки
А.Є. Чорнощоков – член національної спілки художників України (1993), член національної спілки архітекторів України (1994). За значний особистий внесок у соціально-економічний розвиток міста Полтави, вагомі трудові здобутки удостоєний  звання «Заслужений художник України» (1999). Лауреат Державної премії України в галузі архітектури за комплексну реконструкцію історичного центру міста Полтави (2000). За особливі заслуги перед українським народом головний художник міста Полтава був нагороджений Почесною грамотою Верховної Ради України (2004).
За значний особистий внесок у соціально-економічний розвиток міста Полтави, вагомі трудові здобутки у 2004 році          А.Є. Чорнощокову присвоєно почесне звання «Народний художник України».

## Творчість
Працював в галузі дизайну. Брав участь у створенні експозицій: Музею театру і кіно (Київ), Музею О.В. Суворова (Очаків), Музею-садиби І.П. Котляревського (Полтава). З 1982 по 1994 роки працював у Полтавському художньо-виробничому комбінаті Спілки художників України, зокрема, на посадах головного художника комбінату, керівника творчої групи художників-експозиціонерів. Здійснював керівництво над створенням музейних експозицій Державного музею-заповіднику М.В. Гоголя (Гоголеве), краєзнавчий музей с. Вовчик Полтавської області (1986), Державного музею-заповіднику «Поле Полтавської битви» (Полтава), музею-заповіднику А.С. Макаренка (Ковалівка), Краєзнавчого музею (Лубни), експозиції виставки «Експо-93» (Штутгарт).  Він є автором проекту храму, розпису та іконостасу храму «Віри, Надії, Любові та матері їх Софії» (Полтава), проекту інтер’єру палацу дозвілля «Листопад» (Полтава), проекту реконструкції центральної історичної частини міста Полтава. Художник брав участь у відновленні Свято-Успенського собору, проектів благоустрою парків та скверів міста..

## Родина
Був двічі одружений. Дочка від першого шлюбу Чорнощокова (Грядовкіна) Жанна Анатоліївна, 1969 року народження,. Онуки: Грядовкін Кирило Анатолійович 1989 року народження та Грядовкін Єгор Анатолійович 2001 року народження.